# Hans Christian Bjerg
Hans Christian Bjerg (født 15. august 1944 i København) er en dansk historiker, forfatter og tidligere overarkivar på Rigsarkivet. Bjerg har især beskæftiget sig med marinehistorie, og han har skrevet flere bøger om emnet.

## Karriere
Hans Christian Bjerg gik på Østersøgades Gymnasium, hvor han blev student i 1963. Herefter blev han uddannet i historie og indianske sprog og kulturer fra Københavns Universitet. I 1971 blev han arkivar på Rigsarkivet. I 1974 blev han historisk konsulent ved Søværnet, og siden 1975 har han undervist ved Søværnets Officersskole. Samtidig underviste han på Københavns Universitet i indianske sprog og kulturer frem til 1983. Fra 1981 til 2002 var han overarkivar på Rigsarkivet. Siden 1987 har han været med i Kontroludvalget vedrørende Politiets og Forsvarets Efterretningstjenester.
Bjerg har især forsket i marinehistorie. Han grundlagde Marinehistorisk Tidsskrift i 1967 og var redaktør for samme fra grundlæggelsen frem til 1978. Han var medredaktør fra 1986 til 1991. Bjerg har desuden forfattet en række fagbøger om historiske emner, og særligt om militær og marinen.